# Francesco Antonio Tadey
Francesco Antonio Taddei, signierte selbst als Tadey junior (* 27. Februar 1767 in Gandria, Schweiz; † 10. Juni 1827 in Schleswig, Deutschland) war ein Stuckateur aus der italienisch-sprachigen Schweiz.

## Leben

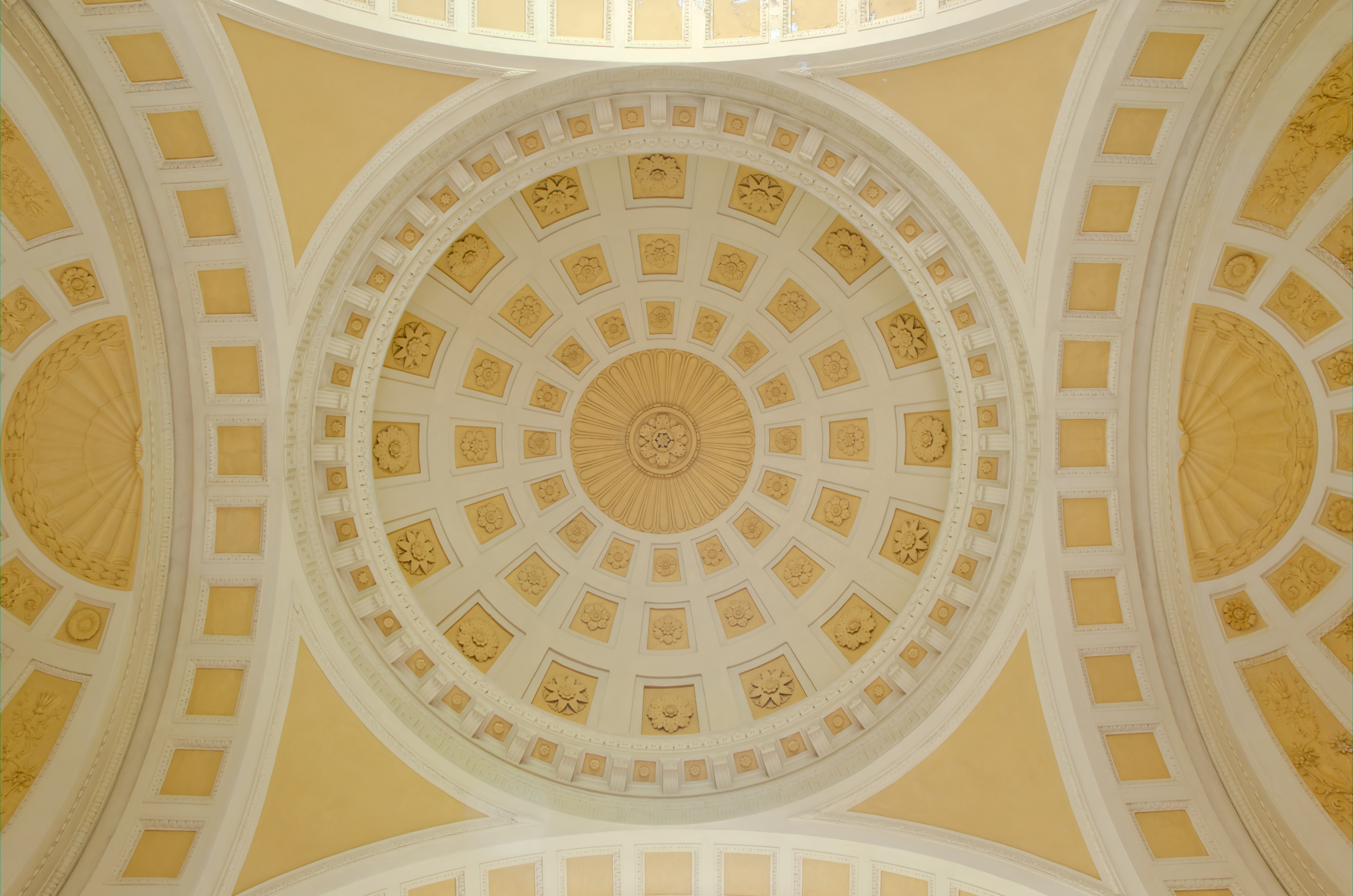
Stuckarbeiten von Tadey im Schimmelmann-Mausoleum

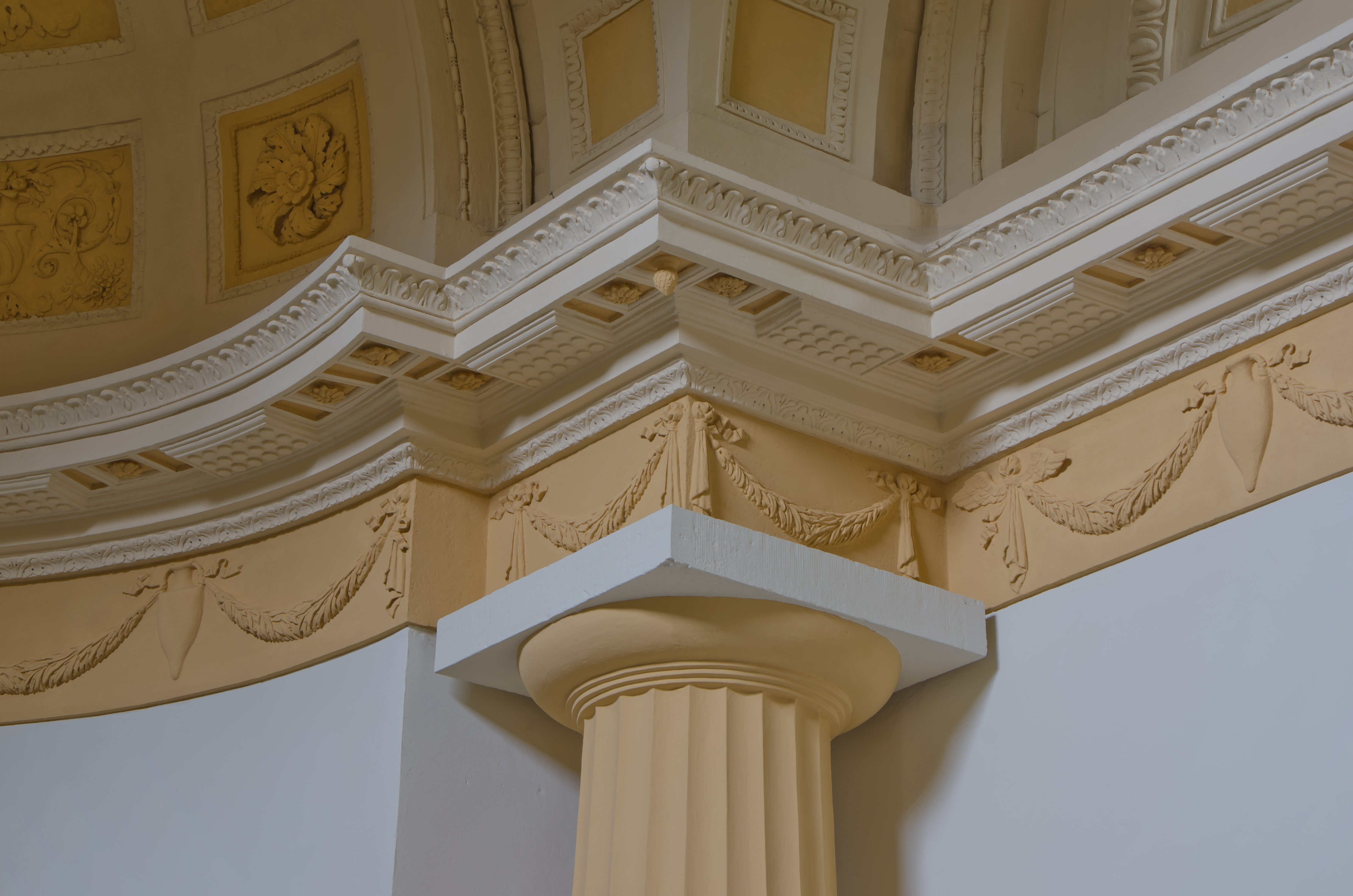
Stuck über dem Säulenkapitell im Schimmelmann-Mausoleum

Taddei, Sohn des Carlo Giuseppe Taddei, kam im Jahr 1784 nach Schleswig. Zeitweilig arbeitete er mit seinem Bruder Michel Angelo Taddei als Gehilfen.
Bald danach arbeitete er auf Schloss Rundhof bei Kappeln an der Schlei, im Jahr 1790 im Kloster Wulfshagen bei Stralsund und in Sonderborg, 1791 auf Schloss Schackenborg bei Tondern (Jütland). Nach Arbeiten in Schleswig verzierte er in den Jahren 1791 und 1792 das Schimmelmann’sche Mausoleum auf dem Wandsbeker Friedhof, evtl. auch Räume im Schloss Wandsbek. 1796/1797 arbeitete er im Herrenhaus von Gut Knoop. Ab 1796 wirkte er über mehrere Jahre an den Umbaumaßnahmen auf Schloss Emkendorf mit, wo der sächsische Baumeister Carl Gottlob Horn aufwändige Umbaumaßnahmen vornahm. Im Jahr 1812 wurde er mit der Ausschmückung von Axel Bundsens Kapelle auf dem Alten Friedhof in Flensburg beauftragt, danach mit dem Herrenhaus Büstorf (Gemeinde Rieseby).
Taddei heiratete am 6. Juni 1800 in Schleswig Friederike Christiane Wildhagen (* 17. März 1772, † 22. Juni 1853 in Schleswig).